# Santuario di Nostra Signora della Guardia
Il santuario di Nostra Signora della Guardia - conosciuto più semplicemente come santuario della Guardia o la Guardia - è il più importante santuario mariano della Liguria e uno dei più importanti d'Italia.
Edificato sulla vetta del monte Figogna, a 804 m s.l.m., è situato nel territorio del comune di Ceranesi, a circa 20 km da Genova. Il santuario, retto da settembre 2023 da don Andrea Robotti, è così chiamato poiché il monte sul quale sorge era nell'antichità un punto strategico per l'osservazione di navi o di eserciti nemici.
Sulla terrazza antistante il santuario è situato un punto panoramico dal quale, nelle giornate limpide, si può ammirare il panorama sulla sottostante città di Genova con un raggio che si apre sulle riviere di ponente e di levante.
Papa Benedetto XV elevò il santuario al rango di basilica minore.

## Storia

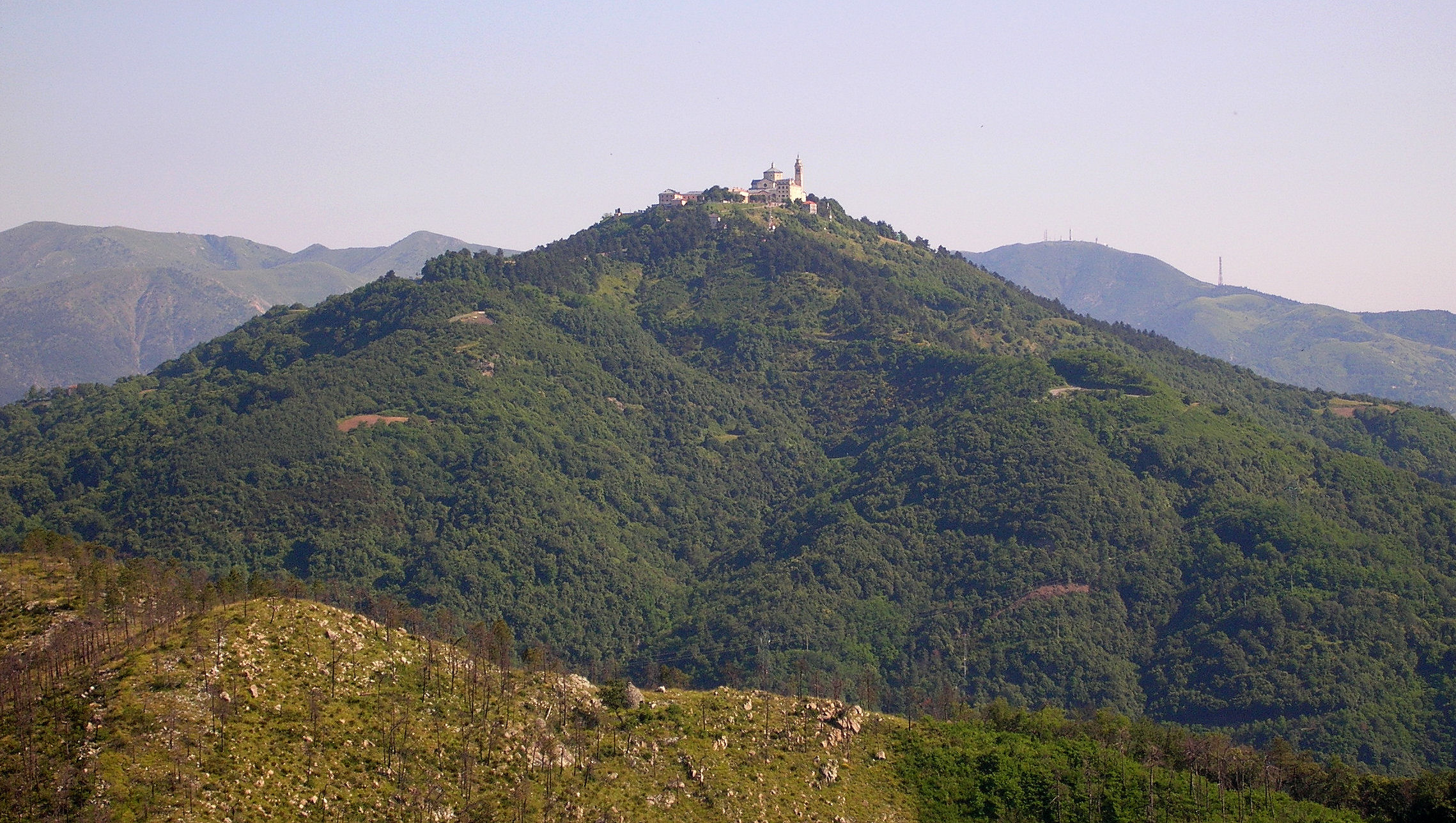
Il monte Figogna e il santuario

Secondo un atto notarile datato 1530 e conservato presso l'archivio storico della curia arcivescovile di Genova e secondo la tradizione della val Polcevera, la Madonna apparve al pastore Benedetto Pareto il 29 agosto 1490 (secondo alcuni studiosi, però, è più probabile che l'evento risalga al 1487). La Vergine chiese a Pareto di far costruire una cappella sul monte.
Alcuni giorni dopo la Vergine guarì il pastore che era caduto da un albero ed era in gravissime condizioni. Questo avvenimento lo convinse a parlare delle visioni avute e a cercare aiuto per costruire la cappella.

### La prima cappella e la chiesa del 1530
Sempre secondo tradizione, la prima cappella fu costruita dallo stesso Pareto sul luogo dell'apparizione. È un piccolo edificio rettangolare sormontato da un tetto di legno.
Nel 1507 la cappella costruita da Benedetto Pareto fu affidata alla parrocchia di Livellato. All'interno in una nicchia si trova una statua di marmo della Madonna donata nel 1530. L'altare di marmo risale al 1632. Nel 1850 fu aggiunta anche la statua in marmo di Benedetto Pareto.
La statua raffigurante don Orione in preghiera all'esterno della cappella dell'Apparizione è opera dello scultore luinese Pietro Zegna che opera a Milano.

### Il primo santuario

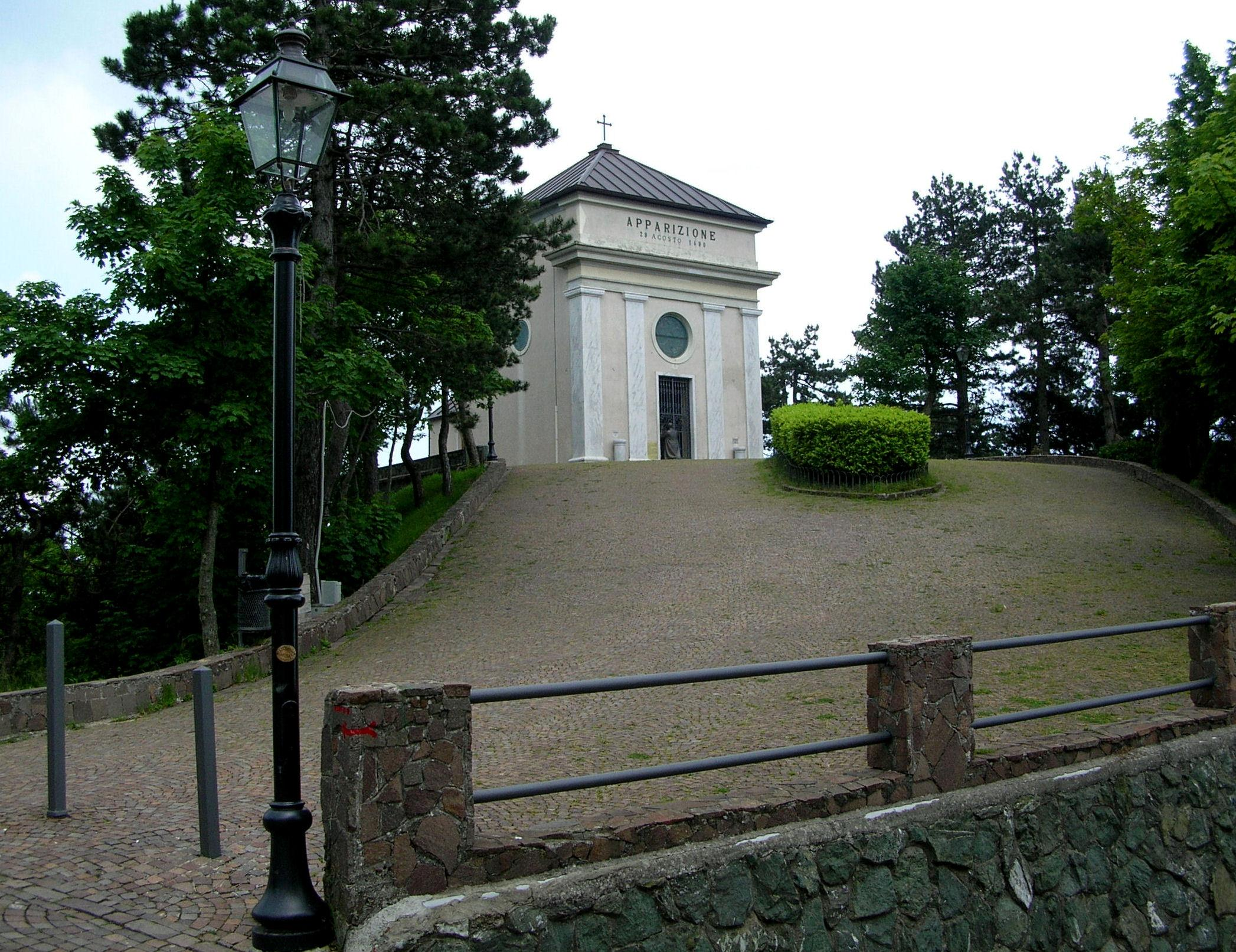
La cappella dell'Apparizione presso il santuario di Nostra Signora della Guardia.

Il crescente flusso di pellegrini portò alla costruzione del primo santuario avvenuta tra il 1528 e il 1530 grazie alle donazioni dei fedeli e dei nobili Ghersi. La chiesa fu subito dotata di campanile ed era affiancata da un ospizio per i pellegrini. I Pareto continuarono a mantenere la cura dell'edificio che era officiato inizialmente dal parroco di Livellato e poi da un preposto ad esso destinato.
Nel 1631 fu restaurato il coro che presentava problemi di stabilità; terminati questi lavori fu sostituita anche la statua della Madonna con una più grande oggi conservata nella cappella dell'apparizione. Tale statua rappresenta Maria senza il bambino Gesù in braccio.
Nel XVIII secolo furono effettuati vari restauri all'interno: l'altare maggiore (oggi conservato in sacrestia) fu sostituito da uno in stile barocco (oggi presso la chiesa di Santa Maria di Quezzi), fu ricostruito il pavimento in ardesia e marmo e furono affrescati il coro e il presbiterio.

## Sviluppo della devozione
Fino all'inizio del Ottocento era un santuario locale della Val Polcevera e di altri rioni di Genova. La sua importanza crebbe con la costruzione del nuovo santuario alla fine del XIX secolo, per l'incessante attività del rettore Malfatti, che resse il governo del santuario per cinquant'anni, nonché per la devozione personale del papa Benedetto XV, genovese.
In precedenza il santuario mariano più importante della Liguria era considerato quello dell'Acquasanta di Genova-Voltri o, dopo gli eventi del 1625, quello "della Vittoria" nei pressi del Passo dei Giovi, nel comune di Mignanego.

### Diffusione del culto della Madonna della Guardia

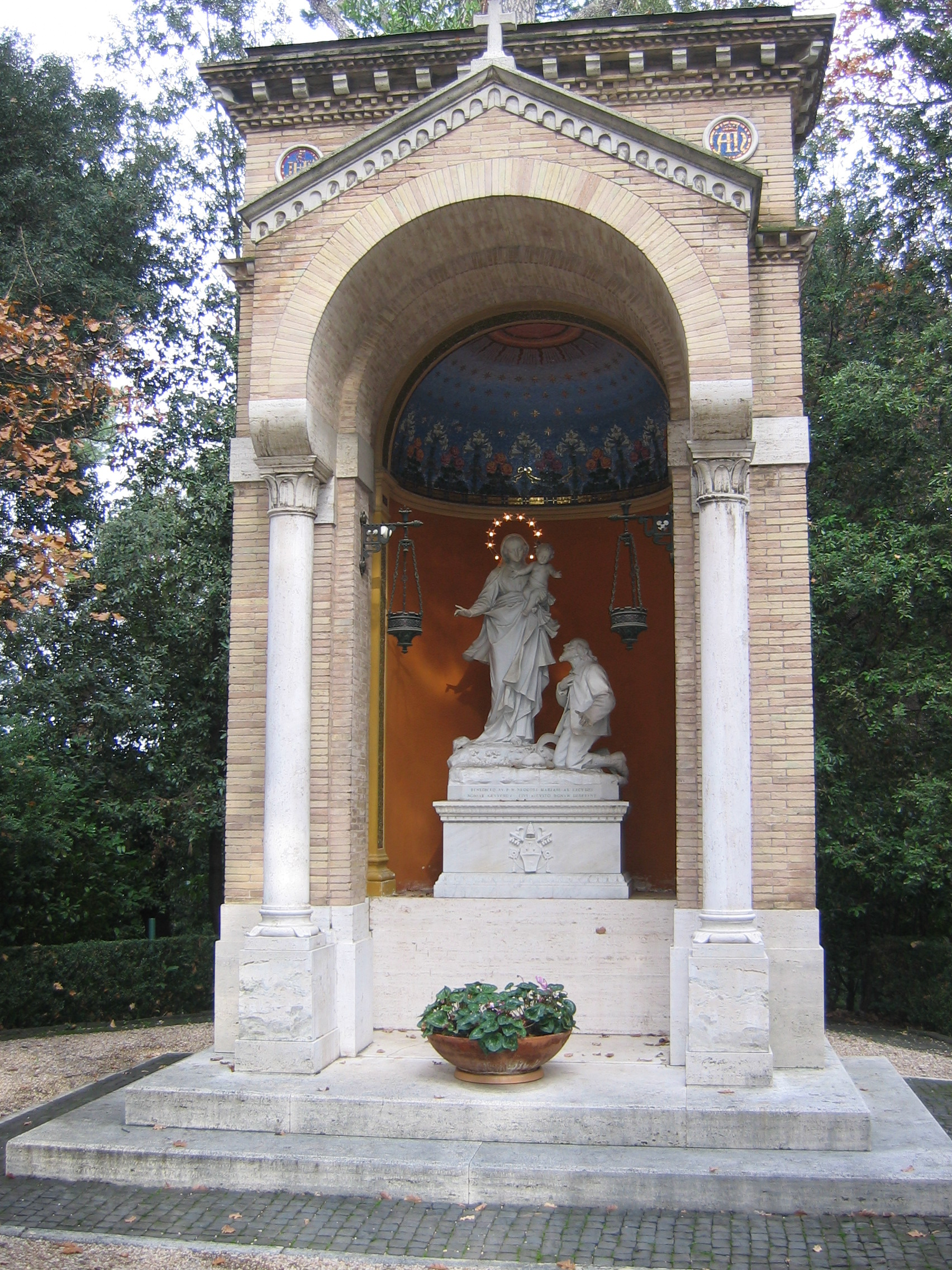
L'edicola della Madonna della Guardia nei Giardini Vaticani

Dal miracolo di Nostra Signora della Guardia viene elaborata una particolare iconografia, sia pittorica che scultorea, ricorrente in varie immagini e statue di edicole a Genova e dintorni. La si distingue per la presenza di Benedetto Pareto inginocchiato a destra con la Madonna in piedi di fronte, che ha il Bambino sul braccio sinistro mentre con l'indice della mano destra indica il luogo ove costruire la cappella.
Il culto si diffonde anche con ulteriori santuari. Ad esso sono intitolate diverse chiese: Nostra Signora della Guardia di Bavari e, nel basso Piemonte, Nostra Signora della Guardia di Gavi (in direzione di Parodi Ligure), a Tortona ecc.
Si può rilevare con particolare interesse come il culto di Maria nella memoria della sua apparizione sul monte Figogna sia anche diffuso nella val d'Aveto nell'entroterra ligure della provincia di Genova. Molte frazioni ricordano l'Apparizione grazie al culto radicatosi nelle piccole realtà delle valli. Sono presenti numerose cappelle.
Altre memorie presenti in tale valle si riferiscono, oltre al patronato della Nostra Signora di Guadalupe (un santuario è presente a Santo Stefano d'Aveto), all'apparizione di Nostra Signora di Montallegro a Rapallo e Nostra Signora dell'Orto a Chiavari.

## L'ospizio dei pellegrini
A svolgere tale funzione era inizialmente una piccola casa, situata accanto alla chiesa, che viene indicata dagli atti della visita pastorale di monsignor Bossio del 1582. Era la casa che, probabilmente costruita dai figli di Benedetto Pareto, era stata venduta dai nipoti di questi ai massari del santuario nel 1590. Alla fine del XVIII secolo, non essendo questa costruzione sufficiente a svolgere la funzione richiesta, venne costruito un idoneo edificio, realizzato grazie alle donazioni dei fratelli Marcello e Gerolamo Durazzo. La sua realizzazione inizia nel 1780 e si protrae per molto tempo, anche per le difficoltà di portare i materiali sulla vetta del monte. Nel 1785 i massari ottengono dal Senato genovese la licenza di richiedere offerte in tutta la val Polcevera per reperire i fondi necessari; tra i donatori privati si aggiungono Agostino Ligioli, che contribuisce con un mutuo gratuito di 8000 lire. In grazia di questo l'edificio venne aperto nel 1785 e terminato definitivamente pochi anni dopo.
Per l'aumento delle parti costruite, il 16 marzo 1797 Gerolamo Durazzo espone al Senato che non sono sufficienti i due massari concessi per amministrare il complesso e ne richiede altri quattro. L'ospizio così ampliato contava pertanto due corpi di fabbrica, planimetricamente disposti ad L, che si dipartivano dall'abside della chiesa il primo, e su di esso si innestava perpendicolarmente l'altro, parallelo alla chiesa sul lato di Ponente. Il secondo venne demolito per la costruzione dell'attuale chiesa, mentre il primo rimane tuttora inglobato nelle successive ricostruzioni. L'aspetto originario dell'ospizio lo si vede dal qui esposto acquerello di Marco Nicolosino del 1820.

### Il nuovo santuario
A metà ottocento si rese necessaria la costruzione di un nuovo santuario.
Venne redatto un primo progetto dall'architetto Maurizio Dufour, poi non portato a termine per i costi troppo elevati. Il 14 giugno 1857 l'arcivescovo di Genova Andrea Charvaz pose la prima pietra del nuovo edificio. I lavori procedettero a rilento fino al 1865 quando il sito scelto per la costruzione fu ritenuto non idoneo e quanto già costruito abbattuto.
Nel 1866 si scelse un nuovo progetto dell'ingegnere Luigi Bisi di Milano; fu necessario spianare parte della sommità del monte e il lavoro fu eseguito con l'opera gratuita dei fedeli della val Polcevera.
Le opere edili, che comportarono anche la demolizione della foresteria, iniziarono però soltanto nel 1878 grazie alla volontà del nuovo arcivescovo Salvatore Magnasco e all'opera degli abitanti della valle che, a turno, fornivano manodopera gratuita alla realizzazione della chiesa, che fu terminata nel 1889 e inaugurata il 26 maggio 1890.
Dallo stesso anno il santuario ha un suo rettore.

#### Struttura della basilica
La basilica ottocentesca è stata progettata dall'ingegnere Guglielmo Calmieri. È una chiesa a croce latina a tre navate.

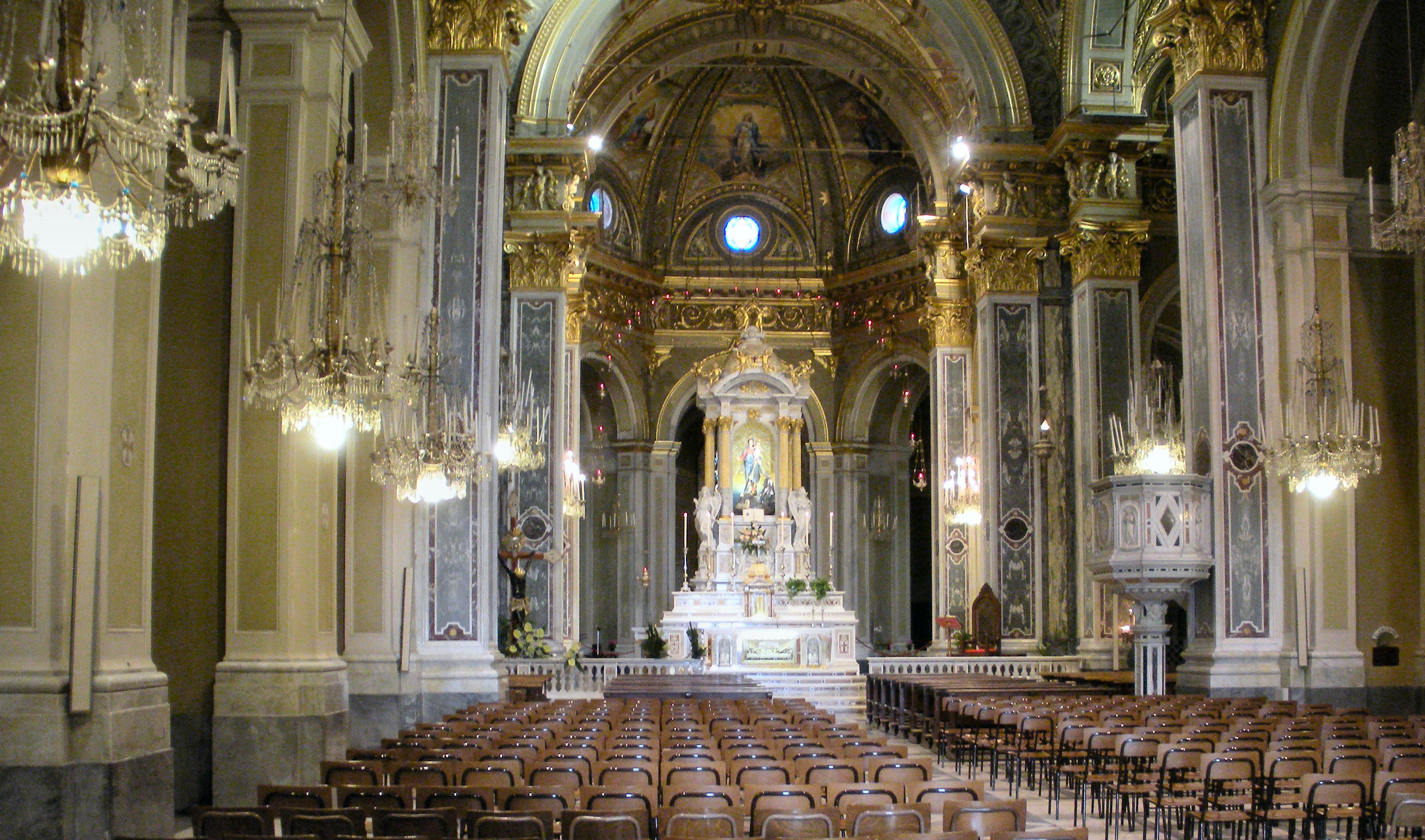
L'interno del santuario

La navata centrale e la controfacciata sono decorate con affreschi di Antonio Giuseppe Santagata (1963) dedicati alla vita della Vergine. Gli affreschi della cupola, realizzati da Pasquale Arzuffi di Bergamo, rappresentano Maria circondata dai Santi protettori della Repubblica di Genova.

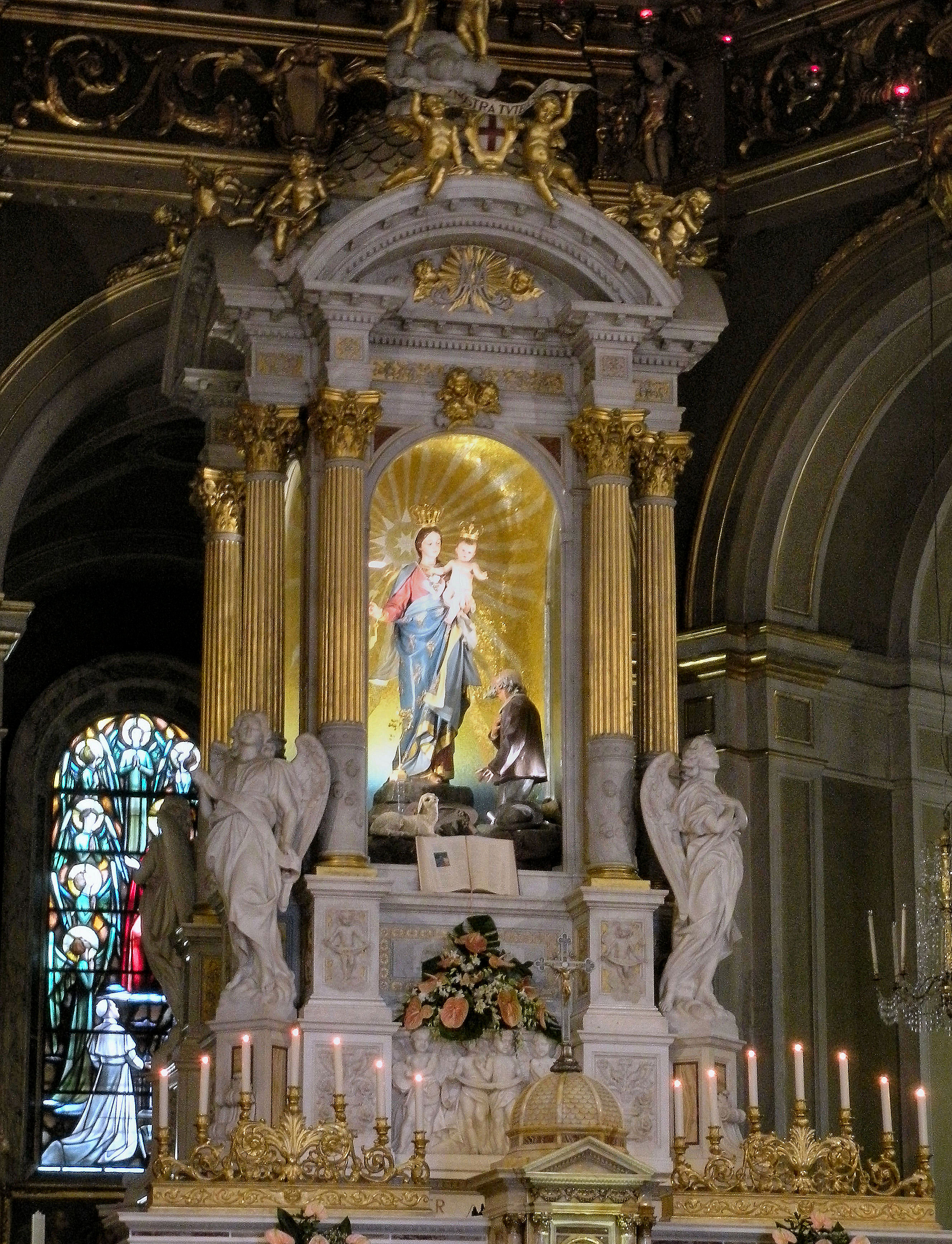
Il tempietto con la statua della Madonna della Guardia

Dietro l'altare di marmo si trova un tempietto disegnato dal Richini con la statua della Madonna della Guardia, scolpita nel 1894 da Antonio Canepa; alla sinistra dell'edicola dell'altare maggiore, un crocefisso da processione nero.
Vi sono due cappelle laterali: una dedicata a san Giovanni Battista (con statua del Canepa) e l'altra a san Giuseppe, e due cappelle che partono dal transetto (con una statua quattrocentesca di sant'Eusebio in quella di sinistra). Nella seconda cappella di destra è collocato un altare dedicato alla santa Giovanna Beretta Molla, ornato con fiocchi rosa e celesti offerti al santuario da numerosi neo-genitori, che intendono così affidare i loro bambini alla protezione della Madonna della Guardia.
Dalla navata sinistra si accede alla sala degli ex voto. Qui i fedeli ogni giorno portano oggetti o messaggi di riconoscimento a Maria.

### Oltre il cinquecentenario

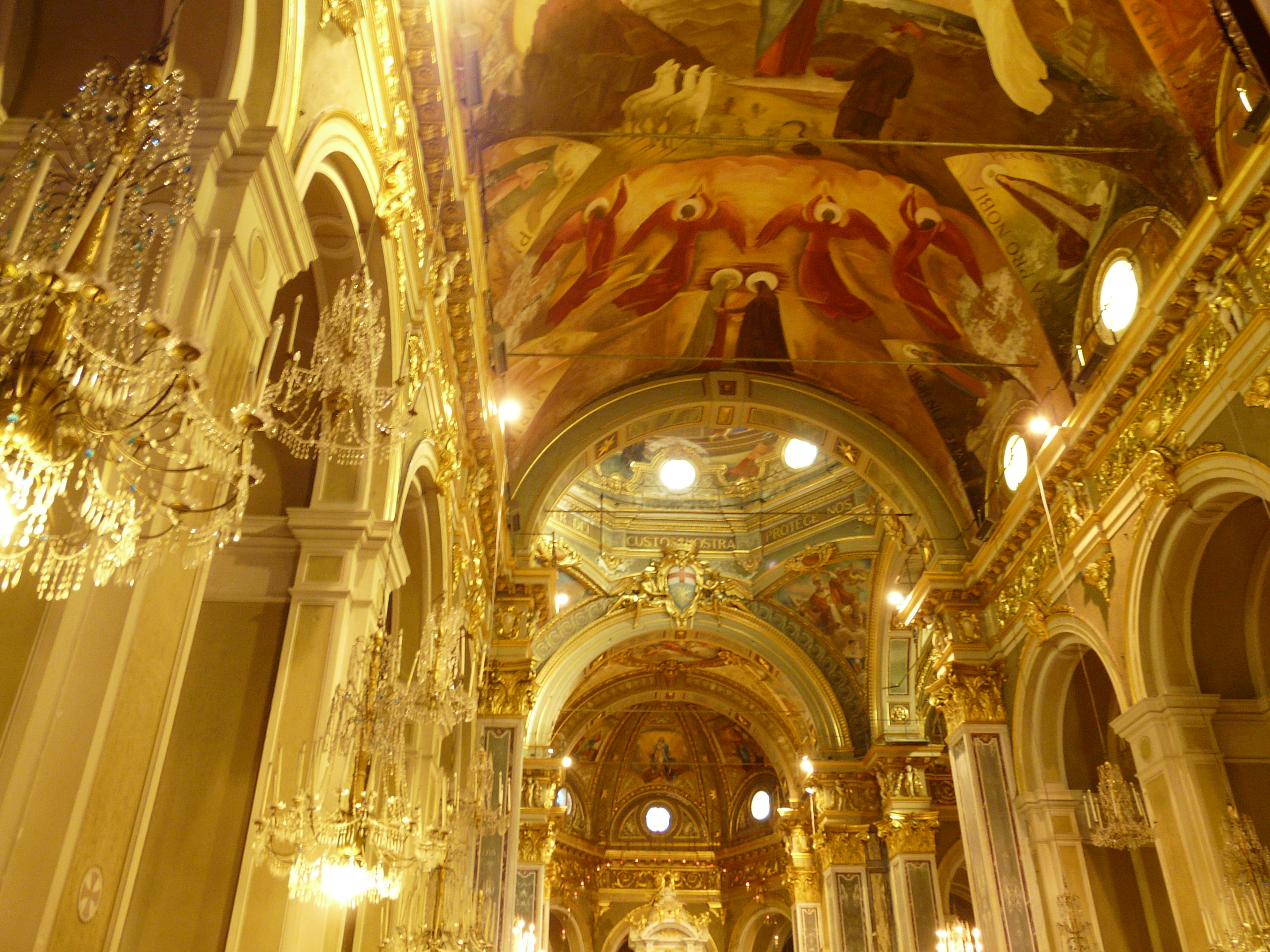
Gli affreschi del soffitto

Negli anni seguenti il numero dei pellegrini che si recavano al santuario continuò a crescere. Nel 1903 la vecchia chiesa fu abbattuta per far posto alle strutture che ospiteranno il nuovo ospizio per il pellegrini e la foresteria.
L'11 marzo 1915 papa Benedetto XV, genovese, che tante volte, da giovane, aveva prestato al santuario il suo ministero, elevò la chiesa al titolo di basilica minore. In seguito, nel 1917, lo stesso papa fece costruire nei Giardini Vaticani un'edicola in cui fece porre la statua della stessa Madonna donatagli come riconoscenza dai genovesi.
Nel 1929 fu inaugurata un'innovativa guidovia per raggiungere il santuario. Dieci anni dopo, nel 1939, la sommità del monte Figogna venne spianata per consentire la costruzione dei nuovi servizi di ristorazione e accoglienza (la Casa del Pellegrino).
Nel 1963 ebbero inizio i lavori per la costruzione della nuova strada carrabile che sarà asfaltata l'anno seguente. A seguito dell'apertura della strada nel 1967 sarà chiusa la guidovia ritenuta antieconomica, anche a seguito della scadenza della concessione demaniale.
Nel 1969, per decreto del cardinale Giuseppe Siri, il santuario divenne parrocchia autonoma.
Il 22 settembre 1985 il santuario fu visitato da papa Giovanni Paolo II.
Nel 1990 fu celebrato il cinquecentenario con manifestazioni che coinvolsero tutta la diocesi; e Giovanni Paolo II tornò a Genova per affidare la città di Genova alla Madonna della Guardia.

### Avvenimenti recenti
Importanti interventi di adeguamento delle strutture, in vista dell'accoglienza dei pellegrini, sono stati effettuati negli anni di preparazione al giubileo del 2000.
Il 22 maggio 2007 il Santuario ha ospitato l'arrivo della 10ª tappa del 90º Giro d'Italia di ciclismo che ha visto la vittoria dell'italiano Leonardo Piepoli
La notte tra il 17 e il 18 maggio 2008 il santuario ha ospitato per il pernottamento papa Benedetto XVI durante la sua visita pastorale a Genova. Nell'occasione il papa ha portato in dono la Rosa d'Oro, importante riconoscimento pontificio, ponendola ai piedi della Vergine, durante una visita privata al santuario stesso.
Papa Francesco nel corso della sua visita a Genova del 27 maggio 2017 ha visitato il santuario, dove ha incontrato i gruppi giovanili della diocesi di Genova ed ha pranzato con un gruppo di poveri, detenuti e rifugiati.

## Attività pastorali odierne

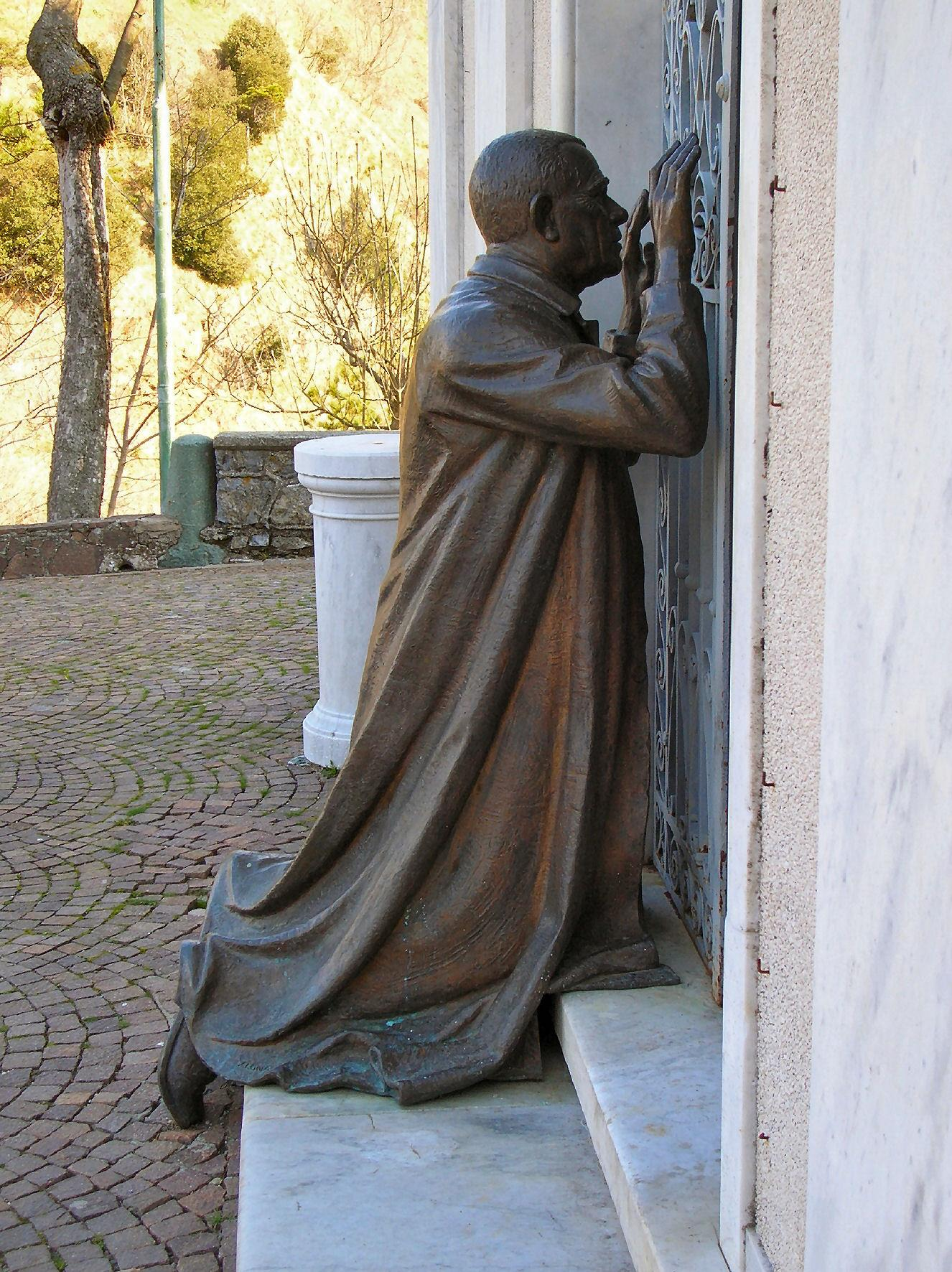
Statua di Don Orione in preghiera, alla Cappella dell'Apparizione del Santuario.

Oggi, ogni primo sabato del mese si realizza un pellegrinaggio diocesano guidato dall'arcivescovo di Genova, voluto e iniziato nel 1995 dal cardinale Dionigi Tettamanzi.
Nel giugno 2004 si è tenuto al santuario il primo "Convegno Pastorale delle Guardie nel Mondo" convocando al Santuario i Rettori delle chiese dedicate alla Madonna della Guardia nel mondo.
Particolare interesse e curiosità suscita in Basilica, a destra dell'altar maggiore, l'Altare della Vita dove vengono raccolti i fiocchi portati dai genitori per chiedere la particolare protezione della Madonna sui nuovi nati. Vi è esposta anche un'immagine di Santa Gianna Beretta Molla che da giovane era salita al santuario.
Ogni domenica, dopo la Messa del pomeriggio, si realizza l'"Affidamento a Maria" dei bambini già battezzati nella loro Parrocchia.